# Ludwika Franciszka de Bourbon
Ludwika Franciszka de Bourbon (ur. 1 czerwca 1673, zm. 16 czerwca 1743) – najstarsza z dwóch córek Ludwika XIV i jego wieloletniej maîtresse-en-titre, Françoise-Athénaïs de Rochechouart, które przeżyły dzieciństwo. Została nazwana na cześć swojej matki chrzestnej i wcześniejszej kochanki swojego ojca, Louise Françoise de La Baume Le Blanc de La Vallière. Zanim wyszła za mąż, była znana na dworze jako Mademoiselle de Nantes.
W wieku lat jedenastu wyszła za mąż i od tej pory była znana jako Madame la Duchesse. Od tytułu swojego męża przybrała tytuł księżnej Bourbon. Później została jedną z czołowych członkiń tak zwanej cabale de Meudon – grupy wpływowych arystokratów na dworze, skupionych wokół jej przyrodniego brata Ludwika, zwanego Wielkim Delfinem. Kiedy jej syn Ludwik Henryk Burbon został Pierwszym Ministrem Francji, księżna próbowała powiększyć swój wpływ na życie polityczne, jednak z niewielkim skutkiem.

## Życiorys

### Pochodzenie i dzieciństwo
Ludwika Franciszka urodziła się Tournai 1 czerwca 1673, jej rodzicami byli król Francji i Nawarry Ludwik XIV i jego kochanka Françoise-Athénais de Rochechouart odbywali wówczas wojskową ekspedycję po kraju; towarzyszyła im siostra markizy de Montespan, markiza de Thianges. Po powrocie do Wersalu Ludwika Franciszka dołączyła do swojego rodzeństwa mieszkającego w domu na wsi pod opieką jednej z zaufanych przyjaciółek ich matki wdowy Scarron.
19 grudnia 1673 roku, Ludwik XIV legitymizował swoje nieślubne dzieci ze związku z markizą Montespan przekładając dokumenty potwierdzające jego ojcostwo i wystawiony przez samego siebie akt legitymizacji parlamentowi paryskiemu. Po uznaniu ojcostwa króla, starsi bracia Ludwiki Franciszki, Ludwik August i Ludwik Cezar otrzymali tytuł kolejno księcia du Maine i hrabiego de Vexin, podczas gdy sama Ludwika Franciszka otrzymała tytuł Mademoiselle de Nantes. Rodzice nazywali ją Poupotte ze względu na podobieństwo do modnych wówczas porcelanowych lalek.
W wieku jednego roku dzieci króla i markizy de Montespan przybyły do Paryża i po krótkim pobycie w Wersalu zostały zainstalowane wraz z wdową Scarron w znajdującym się w niewielkiej odległości od królewskiego pałacu domu ze służbą i guwernantkami. W tym czasie na świat przyszła kolejna córka króla i jego metresy, Ludwika Maria Anna de Bourbon, zwana Mademoiselle de Tours, urodzona w pałacu Saint-Germain-en-Laye w listopadzie 1674 roku. Młoda Mademoiselle de Tours została legitymizowana w 1676 i bardzo zaprzyjaźniła się z Ludwiką Franciszką. Śmierć młodszej siostry w 1681 roku bardzo ją dotknęła.
Mesdemoiselles de Nantes i de Tours były wychowywane razem w prywatnym domu przy Rue de Vaugirard w Paryżu, gdzie wychowywały się nieślubne dzieci króla madame Montespan – król zdecydował się na to, by ochronić je przed niezdrowym klimatem Wersalu i wścibskimi dworzanami. Ludwika Franciszka nigdy nie była blisko ze swoją starszą, przyrodnią siostrą Marią Anną, czy też ze swoją młodszą siostrą Franciszką Marią – trzy siostry były nawzajem o siebie zazdrosne, konkurując ze sobą niemal we wszystkim. Mimo wszystko łączyło ją z Franciszką Marią poczucie dumy z powodu wysokiego pochodzenia swojej matki i często na dworze żartowała z Marii Anny, której matka była córką drobnego szlachcica.
Już jako dziecko Ludwika Franciszka była dobrą tancerką, dziedzicząc niewątpliwie po obojgu rodzicach pasję do tańca i muzyki. Kiedy miała dziewięć lat wystąpiła w balecie zadedykowanym jej szwagierce Marii Annie Bawarskiej, żonie Wielkiego Delfina. Odziedziczyła również słynny ostry i uszczypliwy dowcip swojej matki i ciotek, zwany na dworze esprit Montemart.

### Małżeństwo

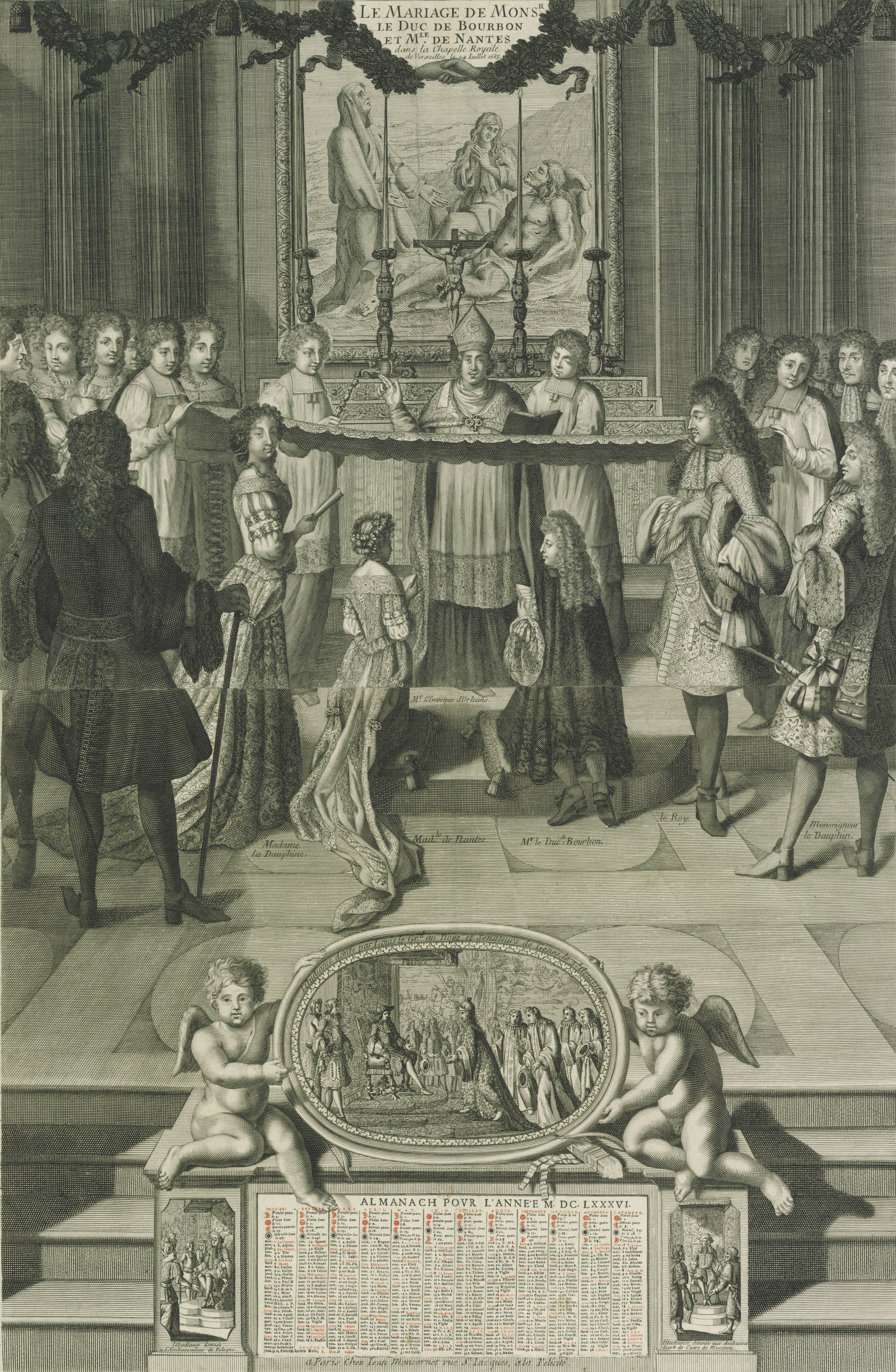
Ślub Mademoiselle de Nantes z księciem Condé, artysta nieznany 1685

25 maja 1685 roku w wieku jedenastu lat Ludwika Franciszka poślubiła Ludwika Burbona, księcia Burbona – swojego szesnastoletniego dalekiego kuzyna. Jej mąż był synem Henryka Juliusza, księcia Condé pochodzącego z bocznej linii dynastii Burbonów, Kondeuszy i syna znakomitego dowódcy czasów Frondy Wielkiego Kondeusza, oraz jego żony Claire Clémence de Maillé, siostrzenicy Pierwszego Ministra Francji kardynała Richelieu. Jej matką była Anna Henrietta Bawarska, córka Edwarda Wittelsbacha, księcia Palatynatu-Simmern i Anny Gonzagi, siostry polskiej królowej Ludwiki Marii Gonzagi. Ludwik XIV podarował swojej córce ogromny posag w wysokości miliona liwrów i wielkich połaci ziem w Turenii.
Na dworze mąż Ludwiki Franciszki był znany jako książę de Bourbon i zwracano się do niego Monsieur le Duc, przez co jego żona zaczyna być od tej pory znana jako Madame la Duchesse.
Wkrótce po jej małżeństwie w 1686 roku, kiedy dwór przebywał w Fontainebleau Ludwika Franciszka zaraziła się ospą wietrzną. Kiedy jej siedemnastoletni mąż osobiście opiekował się nią i podawał jej lekarstwa, odrzucając pomoc dam dworu i służących żony, ospą zarazili się od niego jego matka i dziadek Wielki Kondeusz. Ludwika Franciszka, jej teściowa i mąż wyzdrowieli, ale Wielki Kondeusz zmarł jeszcze tego samego roku w listopadzie, wkrótce po tym jak zaschły i zniknęły z jego twarzy ospinki – co wówczas było uważane za gwarancję przeżycia. Ludwika Franciszka i jej mąż mieli dziewięcioro dzieci, z których wszystkie dożyły wieku dorosłego.

### Madame la Duchesse
Po tym jak jej matka oficjalnie opuściła królewski dwór w 1691 roku, Ludwika Franciszka odwiedziła ją w klasztorze Filles de Saint-Joseph, przy rue Saint-Dominique w Paryżu, gdzie też jej matka się zatrzymała. Jako że od niedawna częściej spotykały się na dworze, stały się sobie bardzo bliskie i Ludwika Franciszka była bardzo poruszona śmiercią matki w 1707 roku. Ludwik XIV zakazał noszenia żałoby po swojej zmarłej metresie, jednak na znak szacunku dla matki, Ludwika Franciszka, Franciszka Maria i ich brat Ludwik Aleksander, hrabia Tuluzy postanowili nie uczestniczyć w dworskich uroczystościach. Z drugiej strony jednak jej brat Ludwik August, książę du Maine, niemal nie był w stanie opanować swojej radości z odziedziczenia ogromnej fortuny i posiadłości matki. Otrzymał na mocy jej testamentu wspaniałe château de Clagny stworzone przez zakochanego do szaleństwa króla dla jego matki w pierwszych latach ich związku, ale rzadko z niego korzystał.
W 1692 jej młodsza siostra, Franciszka Maria poślubiła swojego kuzyna Filipa, księcia Chartes, jedynego syna jej wuja Filipa, księcia Orleanu i jego drugiej żony Elżbiety Charlotty Wittelsbach. Jako żona syna Monsieur, Franciszka Maria miała wyższą pozycję na dworze Ludwika Franciszka i ich przyrodnia siostra Maria Anna Burbon. To, połączone z tym, że posag Franciszki Marii był dwukrotnie większy od tego jaki otrzymała jej młodsza siostra, bardzo rozwścieczyło Ludwikę Franciszkę, która zaczęła jeszcze bardziej współzawodniczyć ze swoją młodszą siostrą.
Ludwika Franciszka była piękną i pełną życia młodą kobietą. Około 1695 roku wdała się w romans z Franciszkiem Ludwikiem Burbonem, księciem Conti – przystojnym szwagrem swojej starszej przyrodniej siostry Marii Anny. Żoną księcia Conti była pobożna Maria Teresa de Bourbon – starsza siostra męża Ludwiki Franciszki. Czwarta córka Ludwiki Franciszki, Maria Anna (1697–1741) urodzona w 1697 roku miała być owocem tego związku.
Kiedy jej mąż dowiedział się o jej romansie, był wściekły ale nie wyzwał księcia Conti (i dalekiego kuzyna) na pojedynek ze strachu przed królem, który zakazał pojedynków pomiędzy szlachcicami. Przyrodni brat Ludwiki Franciszki, Wielki Delfin umożliwiał jej spotykanie się z kochankiem w swoim pałacu w Meudon, z dala od jej męża i dworu.

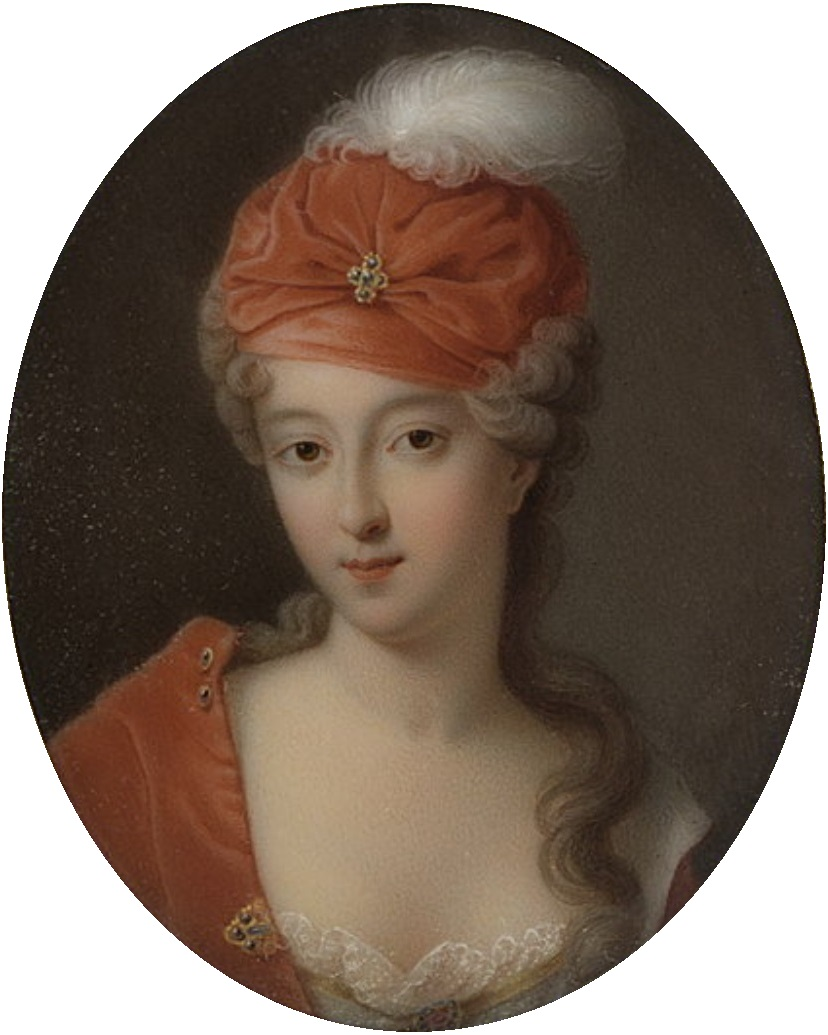
Jej młodsza siostra Franciszka Maria Burbon, ok. 1710

Po śmierci ojca 1 kwietnia 1709 roku, mąż Ludwiki Franciszki został kolejnym księciem Condé, nie przejmując jednak tytułu Księcia Krwi noszonego dożywotnio przez jego ojca. Tytuł ten przeszedł na linię orleańską i został nim mąż siostry Ludwiki Franciszki, Filip, książę Orleanu, co było afrontem dla żony Kondeusza Pomimo że od tej pory Franciszka Maria mogła używać tytułu Madame la Princesse, odebranie tej rangi Kondeuszom i przekazanie jej bratankowi króla realnie zaostrzyło niechęć Ludwiki Franciszki do siostry.
Mąż Ludwiki Franciszki dowiedziawszy się o odebraniu jego rodowi tego zaszczytu popadł w szaleństwo i zmarł w dziesięć miesięcy po swoim ojcu w 1710 roku. Po śmierci męża księżna popadła w depresję i przez kilka miesięcy nie uczestniczyła w dworskich uroczystościach; z tego okresu pochodzi jej portret we wdowich szatach. W jej żałobę nie uwierzyło wiele osób na dworze, w tym Markiza de Caylus (siostrzenica morgantycznej drugiej żony króla Madame de Maintenon), która twierdziła, że smutek księżnej-wdowy jest udawany i że tak naprawdę cieszy się ona z odzyskanej wolności.
W nadziei zdobycia wpływu na przyszłego króla, Ludwika Franciszka zaczęła z jeszcze większą częstotliwością bywać na dworze Wielkiego Delfina w Meudon. To właśnie tam zaprzyjaźniła się z dwiema księżniczkami lotaryńskimi: Elżbietą Teresą, księżną d'Epinoy i jej starszą siostrą, Betrycze Hieronimą, znaną lepiej jako Mademoiselle de Lillebonne, która w przyszłości została opatką Remiremont. Niespodziewanie Wielki Delfin zmarł w 1711 roku obracając plany swojej siostry w gruzy. Pomijając niespełnione nadzieje na zbliżenie się do przyszłego monarchy, Ludwika Franciszka była głęboko poruszona śmiercią brata. Jego śmierć wyniosła jego syna Ludwika, księcia Burgundii do godności następcy tronu.
Ludwika Franciszka i żona obecnego następcy tronu Maria Adelajda Sabaudzka były swoimi zapiekłymi wrogami ponieważ młoda delfina miała wyższą pozycję niż nieślubna córka króla i była bardzo swobodna, rozluźniając nieco wersalską etykietę swoją lekkomyślnością, czym zresztą naraziła się księżnej Orleanu i księżnej wdowie Conti, które również zarzucały jej nieodpowiednie zachowanie.

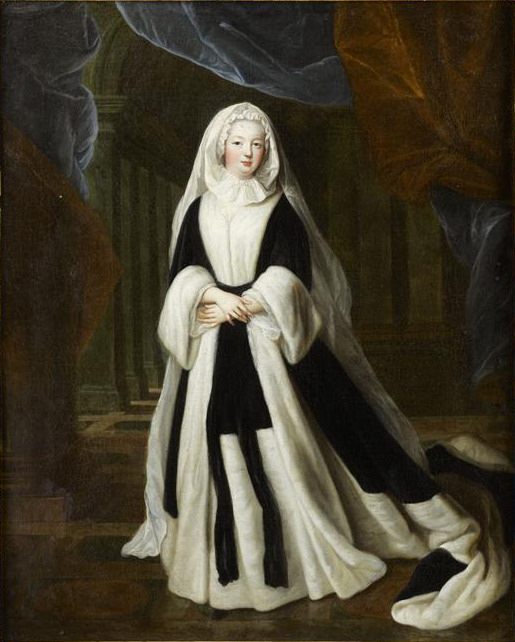
Ludwika Franciszka w stroju wdowim

Już jako księżna wdowa, Ludwika Franciszka została bardzo bliską przyjaciółką Jeanne Baptiste d’Albret de Luynes, byłej kochanki Wiktora Amadeusza II, księcia Sabaudii. Jeanne Baptiste uciekła z Sabaudi w 1700 i od tamtej pory mieszkała w Paryżu, gdzie stała się patronką sztuki i wielką kolekcjonerką książek.
W 1712 roku delfin i jego młoda żona zmarli pozostawiając jednego syna Ludwika, księcia Andegawenii i gdy w 1715 roku Ludwik XIV zmarł, jego następcą został pięcioletni prawnuk. Wkrótce później zgłosiło się dwóch możliwych kandydatów do objęcia regencji: starszy brat Ludwiki Franciszki książę du Maine i jej szwagier książę Orleanu. Po trwających ponad tydzień obradach parlamentu paryskiego Filip, książę Orleanu został ogłoszony regentem. Ten wybór oczywiście jeszcze bardziej pogłębił niechęć pomiędzy księżną wdową Conti i księżną Orleanu, która obecnie jako żona regenta zajmowała najwyższą pozycję (jeśli chodzi o kobiety) we Francji.
Podczas Regencji Ludwika Franciszka zajmowała się eskapadami swojej drugiej córki – Ludwiki Elżbiety, księżnej Conti, która została kochanką niejakiego Philippa Charlesa de La Fare. Kiedy dowiedział się o tym jej mąż Ludwik Armand Burbon, książę Conti, zaczął znęcać się nad swoją żoną. Jedyny syn tej pary, Ludwik Franciszek, kolejny książę Conti, przez całe swoje życie uważał się za owoc związku swojej matki z La Fare. Ludwika Elżbieta uciekła później od męża do należącego do Ludwiki Franciszki pałacu Burbon.
W 1714 roku na jej cześć nazwano Ludwikę Franciszkę Burbon, znaną również jako Mademoiselle du Maine, córkę księcia du Maine.
Około 1720 roku nawiązała romans z Armande de Madaillan de Lesparre, markizem de Lassay, który chcąc być blisko niej wybudował Hôtel de Lassay naprzeciw paryskiej rezydencji kochanki, którą połączył ze swoim pałacem długą kolumnadą.
W 1737 księżna wdowa Conti została poproszona o bycie matką chrzestną najstarszego syna króla Ludwika XV, delfina Ludwika Ferdynanda. Ojcem chrzestnym był jej siostrzeniec Ludwik, książę Orleanu.
Ludwika Franciszka Burbon zmarła 16 czerwca 1743 w wieku siedemdziesięciu lat w swoim pałacu Bourbon. Została pochowana w konwencie karmelitanek pod wezwaniem św Jakuba w Paryżu.

### Potomstwo
Ze związku małżeńskiego z Ludwikiem (1668-1710), księciem Condé miała dziewięcioro dzieci:
- Ludwika Henryka, księcia de Condé (1692-1740),
- Ludwikę Elżbietę (1693-1775), żonę Ludwika Armanda, księcia de Conti,
- Marię Annę Burbon, Mademoiselle de Clermont (1697-1741), sekretną żonę (ślub odbył się wbrew woli jej starszego brata) Ludwika de Melun, księcia de Joyeuse,
- Ludwikę Annę Burbon, Mademoiselle de Sens (1695-1768),
- Karola Bourbon, hrabiego de Charolais (1700-1760),
- Izabelę Bourbon, Mademoiselle de Gex (1701-1765),
- Henriettę Ludwikę Bourbon, Mademoiselle de Vermandois, przełożoną zakonu w Beaumont-les-Tours (1703-1772),
- Ludwika Burbon, hrabiego Clermont (1709-1771).